# کورگان، اوبلاست کورگان
شهر کورگان، اوبلاست کورگان (به روسی: Курган) در کشور روسیه و در اوبلاست کورگان واقع شده‌است.